# BeForU III 〜Breaking Into The Probability Changes〜
『BeForU III 〜Breaking Into The Probability Changes〜』（ビーフォーユー・スリー ブレイキング・イントゥー・ザ・プロバビリティ・チェンジーズ）は、日本の女性歌手グループBeForUの3枚目のアルバムであり、メジャーでの1枚目のアルバムである。2007年3月14日にavex modeよりリリースされた。

## 概要
BeForUのメジャーデビューアルバム。「CD+DVD」「CDのみ」の2形態で発売。CDとDVD付きでジャケットが微妙に異なる。DVDには、シングル「Red Rocket Rising」「Strike Party!!!」のプロモーションビデオ、「Get set GO!!」のライブ映像を収録。

## 収録曲

### CD SIDE
1. 蜉蝣
作詞：小坂りゆ　作曲・編曲：Ryo
2. 僕の中にある僕じゃないボクだけのボクと僕
作詞：小坂りゆ　作曲・編曲：鳴瀬シュウヘイ
3. Red Rocket Rising
作詞：小坂りゆ　作曲・編曲：LOVE+HATE
メジャーデビューシングル。『beatmania IIDX 14 GOLD』提供曲。
4. Get set GO!!
作詞：小坂りゆ　作曲・編曲：LOVE+HATE
『Get set GO!! 〜BeForU astronauts set〜』に封入されたシングル曲。MBSテレビ『アニメシャワー』2007年3月度オープニングテーマ。
5. near me.
作詞：外花りさ　作曲：長瀬和哉　編曲：明石昌夫
6. ⑥Rainbow
作詞：Noria　作曲：カワイ進　編曲：酒井陽一
7. LOVE②くらっち
作詞：Noria　作曲・編曲：鳴瀬シュウヘイ
Noriaのソロデビューシングル。MBSテレビ『天使らんまん』2006年10月度エンディングテーマ。
8. 大和撫子魂
作詞：小坂りゆ　作曲・編曲：LOVE+HATE
小坂りゆのソロシングル。MBSテレビ『アニメシャワー』2006年10月度オープニングテーマ。
9. サクラ舞ウ旅。
作詞：小坂りゆ　作曲：Ryo Takigawa　編曲：鳴瀬シュウヘイ
10. Strike Party!!!
作詞：小坂りゆ　作曲・編曲：LOVE+HATE
メジャーでの2ndシングル。NHK教育・テレビアニメ『MAJOR』エンディングテーマ、『GuitarFreaksV4 Яock×Rock』、『DrumManiaV4 Яock×Rock』提供曲。
11. 十六夜
作詞：小坂りゆ　作曲：長瀬和哉　編曲：LOVE+HATE
12. 今日と明日と四角イ空
作詞：小坂りゆ　作曲・編曲：鳴瀬シュウヘイ

### DVD SIDE
1. Red Rocket Rising music clip
ショートバージョンのミュージッククリップ。『Get set GO!! 〜BeForU astronauts set〜』のDVDに収録されているミュージッククリップとは一部異なる。
2. Strike Party!!! music clip
3. Get set GO!! live clip
4. BeForU off shot clip